# Aloe richtersveldensis
Aloe richtersveldensis é uma espécie de liliopsida do gênero Aloe, pertencente à família Asphodelaceae.